# Zamek w Bratianie

Znak dwudziestej szóstej chorągwi wojsk krzyżackich w czasie bitwy pod Grunwaldem (zamek w Bratianie i Nowe Miasto Lubawskie) według Banderia Prutenorum Jana Długosza

Zamek w Bratianie – ruiny średniowiecznego zamku krzyżackiego w Bratianie w powiecie nowomiejskim w województwie warmińsko-mazurskim.

## Historia
Zamek w Bratianie, zwany także zamkiem Bratian, został zbudowany na potrzeby zakonu krzyżackiego w połowie XIV wieku na niewielkim wzniesieniu w widłach Drwęcy i Welu; przeniesiono do niego siedzibę wójtów Nowego Miasta Lubawskiego. W zamku przebywał po złożeniu urzędu aż do śmierci Wielkiego Mistrza Henryk Dusemer von Arfberg. Na zamku bratiańskim odbyła się ostatnia przed bitwą pod Grunwaldem narada najwyższych dostojników Zakonu. Nieopodal zamku na lewy brzeg Drwęcy przeprawiły się po 12 mostach siły krzyżackie podążające na spotkanie z wojskami polskimi. W czasie bitwy pod Grunwaldem zamek w Bratianie i Nowe Miasto Lubawskie wystawiły dwudziestą szóstą chorągiew wojsk krzyżackich; prowadził ją Johann von Redere (Jan de Redere), wójt bratiański. W 1410 zamek zajęły wojska polskie i stacjonowała w nim polska załoga pod dowództwem rycerza Jana z Kretkowa, po czym na mocy postanowień pierwszego pokoju toruńskiego w 1411 roku, warownia powróciła w ręce krzyżackie.
Po wojnie trzynastoletniej na mocy drugiego pokoju toruńskiego w 1466 roku zamek ponownie trafił w ręce polskie, i stał się siedzibą starostów królewskich. W XVIII wieku warownia popadła w ruinę i w XIX wieku została ostatecznie rozebrana. W 2009 roku wstępne badania archeologiczne obaliły mit, jakoby budynek młyna posadowiono na fundamentach dawnego zamku. Główna część zamku znajdowała się na północny zachód od młyna.
Do dawnej pieczęci wójta zamku bratiańskiego, przedstawiającej konnego myśliwego dmącego w róg, nawiązuje obecny herb gminy Nowe Miasto Lubawskie. Motyw rogów jelenich zaczerpnięty z krzyżackiej chorągwi zamku bratiańskiego spod Grunwaldu jest częścią herbu powiatu nowomiejskiego.

## Plan zamku i stan zachowania
Główna część zamku została zbudowana z cegły na planie czworoboku z narożnymi wieżami. Przylegał do niego otoczony murem zamek dolny mieszczący zabudowania gospodarcze. Obecnie na terenie zamku zachowały się skromne pozostałości murów i fundamentów.

## Legendy
Z zamkiem w Bratianie łączą się dwie legendy: o ogromnych zapasach wina i jadła zgromadzonych w nim przez krzyżaków przed bitwą pod Grunwaldem i o podziemnym tunelu biegnącym do pobliskiego zamku w Kurzętniku, wykopanym przez dwóch braci mieszkających w sąsiadujących ze sobą zamkach.